# Каан, Шарлотта

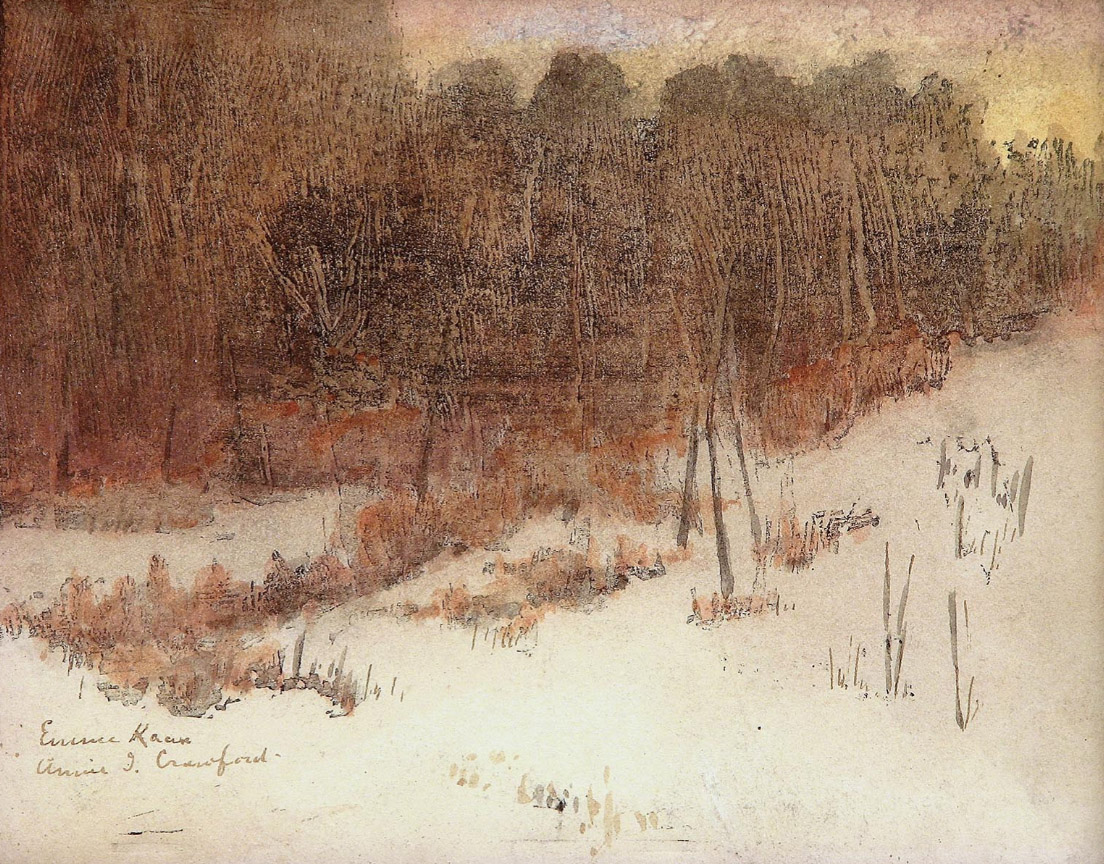
Autumn Landscape, совместная работа с Энни Кроуфорд

Шарлотта Каан (англ. Charlotte Kaan, полное имя Charlotte «Emma» Warton Kaan, широко известна как Emma Kaan; 1860—1949) — американская художница, иллюстратор и гравёр, также педагог.
Вместе со своим партнёром по жизни и искусству — Энни Кроуфорд, Шарлотта Каан была связана с движением Искусства и ремёсла. Они создавали совместные картины и разработали новую инновационную технику для создания недорогих репродукций своих работ.

## Биография
Родилась в Бостоне 2 апреля 1860 года в семье венгерских и австрийских иммигрантов — Джорджа Каана (1812—1895) и Марии Вартон (1824—1910) и была четвёртой из пяти детей. Они иммигрировали в Соединённые Штаты в 1849 году и в следующем году поселились в Бостоне, штат Массачусетс.
Начальное образование Шарлотты проходило в Бостоне, штат Массачусетс, она окончила среднюю школу Сомервилля в 1877 году. Затем прошла двухгодичный курс в Бостонской педагогической школе, которая была создана с целью профессионального обучения молодых женщин, намеревавшихся стать учителями. В возрасте двадцати лет она была внесена в федеральную перепись 1880 года как учитель. Продолжив обучение искусству в Массачусетской педагогической школе в Бостоне, получила диплом о её окончании в 1885 году. По 1888 год Шарлотта Каан занималась преподавательской деятельностью в различных школах, пока не взяла отпуск для обучения искусству в Европе — в парижских академиях Коларосси, Делеклюза и Жюлиана. Там она впервые познакомилась с коллегой-художником, будущим соавтором искусства и спутницей по жизни — Энни Кроуфорд.
Вернувшись в Америку, в 1893 году Каан содержала собственную студию «Studio 10» в Бостоне. Она продолжала преподавать в средней школе для девочек до 1894 года, после чего поехала на лето в Англию и Ирландию. Её талант художницы утвердился в 1895 году, когда она была представлена в престижном Парижском салоне с картиной «Interior de Raccommodeur de Faience». По возвращении в Бостон она начала разрабатывать экслибрисы и рисовать иллюстрации для книг.
Шарлотта и Энни разделили свою жизнь, держали совместную арт-студию в Буффало, штат Нью-Йорк. К 1902 году они начали экспериментировать с новым процессом воспроизведения своих оригинальных рисунков, чтобы отпечатки напоминали акварельные картины — они нашли метод рельефной печати, специально адаптированный для создания сильных светотеневых эффектов. Их ксилография была сделана из оригинальных произведений искусства и напечатана одноцветными чернилами, а затем обработана вручную акварелью. Изготовление гравюр на дереве не было чем-то новым, но использованный ими метод был уникальным. Обе женщины преподавали уроки рисования и читали лекции в своей просторной студии. Зимой 1902—1903 годов Шарлотта применила свои педагогические навыки и опыт, чтобы прочитать в студии цикл из десяти лекций на тему «Art and History in Relation to Art», которые были хорошо посещаемы и получили положительные отзывы в местных газетах.
Художницы часто вместе работали над картинами, гравюрами или другими произведениями искусства, ставя две подписи, что было необычной практикой для того времени. К 1910 году Шарлотта и Энни достигли пика своего успеха, и их репутация была обеспечена в художественном сообществе — они пользовались большим уважением в местной арт-среде. Шарлотта Каан стала членом Buffalo Society of Artists, Buffalo Fine Arts Academy, Arts Club of Buffalo, Town Club Woman’s Group и других художественных сообществ. Она участвовала в многочисленных групповых выставках как в Бостоне, Нью-Йорке, Вирджинии и Чикаго.
Они продолжали жить в Буффало до конца жизни Энни Кроуфорд. После смерти подруги Шарлот создала картину, изображающую их двоих в преклонном возрасте, держащих белые трости и стоящих посреди группы нисходящих ангелов. После кончины Энни она оставалась в Буффало ещё в течение нескольких лет, после чего переехала обратно в Бостон.
Умерла от рака 3 июля 1949 года в Бостоне и была похоронена на семейном участке кладбища Mt. Auburn Cemetery в Кембридже, штат Массачусетс.
После смерти художниц бо́льшая часть их работ была потеряна.